# Битка за Талавера де ла Рейна
Битката за Талавера де ла Рейна се води на 3 септември 1936 г. по време на Гражданската война в Испания. Републиканците, опитвайки се неуспешно да блокират пътя към Мадрид при Талавера де ла Рейна са победени от професионалната армия на националистите, с тежки жертви и от двете страни.

## Битката
В първите дни на септември, след накъсано отстъпление по река Тахо, правителствените милиции се установяват в силна позиция на височините над Талавера. Вместо да рискува армията на републиката да защитава открита местност, генерал Рикелме постоянно отстъпва, което му позволява да съхрани силите си и да събере над 10 000 души в Талавера. На негово разположение са силен артилерийски състав и брониран влак. Междувременно уморените и разкъсани националисти са напреднали няколкостотин километра без миг пауза.
На разсъмване на 3 септември генерал Хуан Ягуе надпреварва полковник Асенсио и майор Кастехон по фланговете на защитниците. Скоро двете колони превземат гарата и летището на града. За пореден път републиканските милиции губят нерви, знаейки съдбата си, ако бъдат обкръжени и заловени. Много войници напускат постовете си и бягат от бойното поле с автобуси.
По обяд Ягуе напада самия град. Въпреки че републиканците се държат през по-голямата част от следобеда, по улиците е оказана слаба съпротива и до вечерта Талавера пада. Нападението струва на националистите 1000 убити или ранени. Републиканците губят 500 души, 1000 пленени и 42 оръдия. Още по-тревожно, те губят последната си отбранителна линия преди столицата Мадрид, който скоро ще бъде поставен под обсада.
Поражението има като последица падането на правителството на Хосе Хирал и назначение на новото правителство на Франсиско Ларго Кабайеро.